# Luigi Carraro (dirigente sportivo)
Luigi Carraro (Piove di Sacco, 1908 – Milano, 7 luglio 1967) è stato un imprenditore e dirigente sportivo italiano.

## Biografia
Vicepresidente dell'Associazione Calcio Milan nella stagione calcistica 1964-1965 e Presidente della stessa società dal 20 aprile 1966 al 1967, quando il suo posto fu preso dal figlio unico Franco Carraro, avuto dalla moglie Marina Dianora Lubrano di Scampamorte, detta Marinella. Come presidente del Milan vinse una Coppa Italia e portò all'acquisto di Angelo Anquilletti e Roberto Rosato. È stato inoltre Presidente della Federazione Italiana Sci Nautico.
Muore il 7 luglio 1967 di infarto a casa davanti alla televisione, di lì a poco atteso durante l'assemblea dei soci.